# Kora van Sicyon

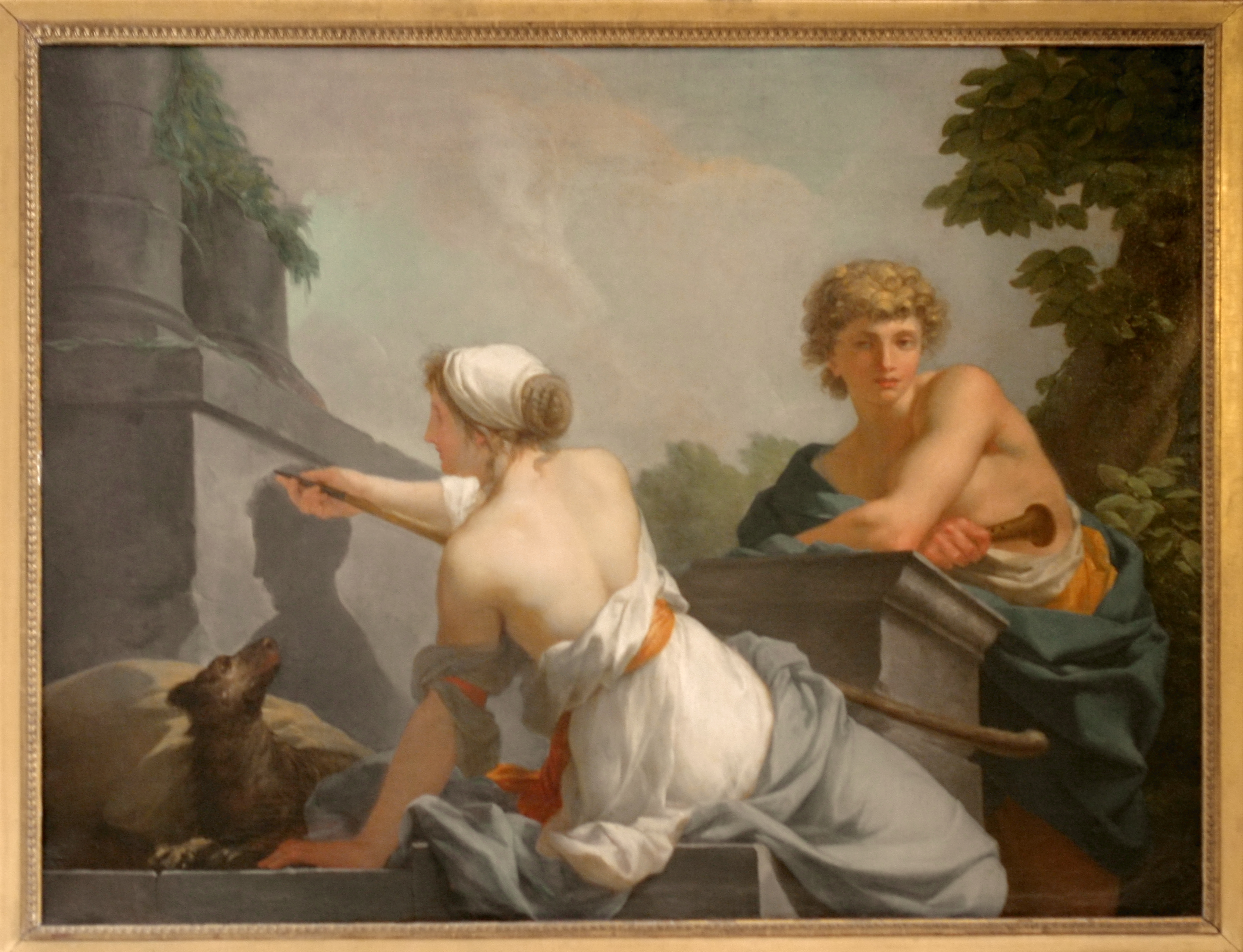
Kora (Callirhoe) tekent de schaduw van het gezicht van haar minnaar met kolen op de muur (Jean-Baptiste Regnault, 1786)

Kora (Grieks: Κόρα) of Callirhoe (circa 650 v. Chr.) wordt beschouwd als de eerste vrouwelijke artiest voor wie er bewijs is.
Ze wordt verondersteld te zijn geboren tussen 700 voor Christus en 601 voor Christus in de Griekse stad Sicyon en was de dochter van Butades van Sicyon, een pottenbakker en beeldhouwer uit die tijd. Zij en haar vader worden genoemd in Plinius de Oudere's Naturalis historia. Volgens de verhalen die vaak verteld werden, was ze zeer bewonderd door de jonge mannen van Sicyon vanwege haar gratie en schoonheid, waarvan ze slechts vluchtige glimpen door haar sluier opvingen. Daardoor werd het atelier van haar vader druk bezocht door vele jonge Grieken, die zijn modellen in klei kwamen prijzen terwijl ze uitkeken naar een aanblik van zijn dochter. Een van deze jongeren verzocht Burtades om zijn leerling te mogen worden en zo werd hij de dagelijkse metgezel van zowel Kora als haar vader. De leerling werd de minnaar van Kora en toen het voor de leerling tijd werd om zijn leermeester te verlaten, trok Kora de schaduw van het gezicht van haar minnaar met kolen op de muur. Butades herkende de gelijkenis onmiddellijk en vulde snel het portret van zijn dochter met klei. Dit werd beschouwd als het eerste reliëf van klei en werd bewaard als een geschenk in het nymphaeum van de stad totdat de Romeinen onder Lucius Mummius Achaicus Korinthe in 146 voor Christus plunderden.

## Trivia
In 1991 werd een inslagkrater op de planeet Venus naar haar vernoemd.